# Левитт, Мэтью
Мэтью Левитт (англ. Matthew Levitt; род. 6 ноября 1970) — американский политолог и эксперт по борьбе с терроризмом, специализирующийся на вопросах финансирования терроризма, радикального исламизма и безопасности на Ближнем Востоке. Является директором программы по борьбе с терроризмом и разведке в Вашингтонском институте ближневосточной политики (WINEP).

## Биография
Мэтью Левитт начал свою карьеру в аналитических структурах правительства США, занимая ключевые должности в Министерстве финансов и ФБР. Он специализировался на анализе финансовых потоков, поддерживающих террористические группы, и участвовал в расследованиях деятельности организаций, таких как Хезболла и Аль-Каида.
Левитт также работал советником по борьбе с терроризмом в Госдепартаменте США. В 2005 году он присоединился к Вашингтонскому институту ближневосточной политики, где возглавил программу по борьбе с терроризмом и разведке.

## Научные интересы
Ключевые научные интересы Мэтью Левитта связаны с борьбой с терроризмом, финансированием террористических организаций и радикальным исламизмом. Он активно изучает деятельность террористических группировок, таких как Хезболла и ХАМАС, а также анализирует их финансовую инфраструктуру. Левитт уделяет особое внимание проблемам отслеживания международных денежных переводов, которые могут использоваться для финансирования террористической деятельности.
Он также регулярно выступает с докладами по вопросам безопасности и контртерроризма перед Конгрессом США и другими правительственными организациями. Левитт — автор нескольких книг и статей, посвящённых вопросам борьбы с терроризмом. Его наиболее известная работа — «Hezbollah: The Global Footprint of Lebanon’s Party of God» (Хезболла: Глобальный след ливанской партии Аллаха).

## Взгляды
Левитт — сторонник жёсткой политики по отношению к террористическим организациям и странам, поддерживающим терроризм. Он подчёркивает важность финансового контроля и санкций для подавления террористических сетей. В своих публикациях он рассматривает роль Ирана в поддержке террористических группировок и необходимости усиления международных санкций против Тегерана.
Он также выступает за тесное сотрудничество между разведывательными службами США и их союзниками в Европе и на Ближнем Востоке для предотвращения террористических атак. В своих аналитических материалах он подчёркивает необходимость предотвращения радикализации и использования финансовых мер для борьбы с терроризмом, как это показала практика в борьбе с ХАМАС и другими группировками.

## Оценки
Работы Левитта высоко оценены как экспертами, так и правительственными структурами. Его исследования по борьбе с финансированием терроризма сыграли ключевую роль в разработке новых международных мер по контролю за денежными переводами. Левитт регулярно цитируется в международных СМИ и выступает в качестве эксперта по вопросам безопасности на конференциях по всему миру.

## Основные труды
- Hamas: Politics, Charity, and Terrorism in the Service of Jihad (2006)
- Negotiating Under Fire: Preserving Peace Talks in the Face of Terror Attacks (2008)
- Hezbollah: The Global Footprint of Lebanon’s Party of God (2013)